# 筒井圭児
筒井 圭児（つつい けいじ、1996年5月20日 - ）は、日本で活動するミュージカル俳優である。沖縄県島尻郡与那原町出身。劇団四季所属。

## 来歴
与那原町立与那原中学校時代と沖縄県立那覇高等学校は陸上部に所属し、短距離走選手として活動いていた。高校卒業後は九州工業大学へ進学し福岡県で過ごしたがミュージカル俳優を目指すため2年で中退する。2017年4月に東京映画・俳優＆放送芸術専門学校入学し上京する。ここで3年間学び、2020年4月に劇団四季研究所へ入所する。研究所卒業後2022年7月27日に自由劇場で上演された人間になりたがった猫東京公演のアンサンブル2枠/床屋役が初舞台出演となった。

## 主な出演作品
- 人間になりたがった猫（2005年アンサンブル2枠/床屋）
- バケモノの子（2023年二郎丸）